# Camionul de cursă lungă
Camionul de cursă lungă (titlul original: în italiană Il bestione) este un film de comedie franco-italian, realizat în 1974 de regizorul Sergio Corbucci, protagoniști fiind actorii Giancarlo Giannini, Michel Constantin, Giuseppe Maffioli, Giuliana Calandra. 

## Conținut
Sandro Collauti este șofer de cursă lungă pe un camion și face echipă cu Matteo Sacchi de mai mulți ani. La examenul medical, Matteo este respins și prin urmare,nu mai are voie să conducă. Noul tovarăș al lui Sandro este Nino, cei doi, din cauza caracterelor diferite nu se înțeleg bine. În ciuda acestui lucru, cu trecerea timpului petrecut împreună în camion, se formează o legătură de prietenie între Sandro și Nino, iar în cele din urmă cei doi se asociază și vor deveni parteneri. Din economii își cumpără un camion de mare tonaj, pe care îl denumesc „bestia” (il bestione) și devin transportatori independenți. Dar începuturile lor ca șefi nu vor fi ușoare...

## Distribuție
- Giancarlo Giannini – Nino Patrovita
- Michel Constantin – Sandro Colautti
- Giuseppe Maffioli – "Supershell"
- Giuliana Calandra – Amalia, logodnica lui Nino
- Gabriella Giorgelli – Zoe
- Jole Fierro – fosta soție a lui Colautti
- Enzo Fiermonte – Matteo Sacchi
- Carlo Gaddi – "Pacco 70 chile"
- Dalila Di Lazzaro – Magda
- Anna Mazzamauro – Elena
- Imma Piro – fiica lui Colautti
- Giorgio Trestini – Andrea, șoferul bolognez
- Philippe Hersent – proprietarul „Autotrasporti CISA”
- Franco Angrisano – mafiotul

## Melodii din film
- Una vita a metà compusă de Sergio Corbucci - Cesare De Natale - Dandylion - Guido De Angelis și Maurizio De Angelis, interpretată de Giancarlo Giannini
- Dune Buggy compusă de Susan Duncan Smith - Marcello Fondato - Guido De Angelis și Maurizio De Angelis, interpretată de Oliver Onions